# Rafna község
Rafna község (románul: Comuna Ramna) község Krassó-Szörény megyében, Romániában. Központja Rafna, beosztott falvai Barbos, Valéapáj.

## Népessége
A 2011-es népszámlálás adatai alapján a község népessége 1560 fő volt.